# Eka Darville

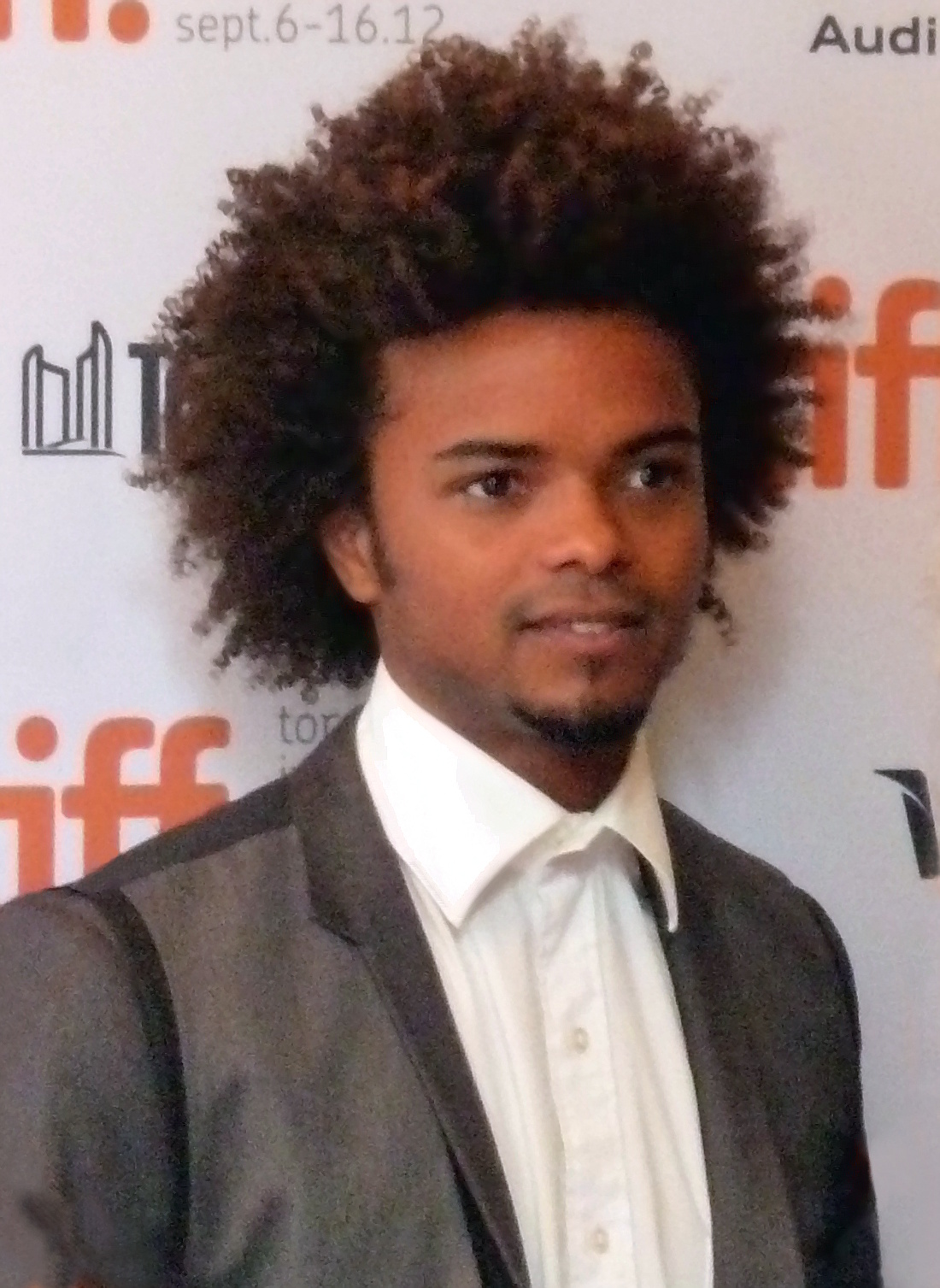
Eka Darville (2012)

Eka Darville (* 11. April 1989 in Cairns, Queensland) ist ein australischer Schauspieler. Zu Beginn seiner Karriere wirkte er überwiegend in australischen Fernsehserien mit, die speziell an ein jüngeres Publikum gerichtet sind.

## Leben
Darville wurde in Cairns im Bundesstaat Queensland geboren. Er besuchte die Byron Bay High School und lebte später in Byron Bay, New South Wales, und in Sydney. Darville nahm Schauspielunterricht an der Robert Owens Drama School und an der Newtown High School of the Performing Arts.
Sein Debüt als Schauspieler gab er 2006 im Film Answered by Fire. Danach folgte eine Gastrolle in East of Everything (2008). Erste tragende Rollen hatte er als Adam Bridge in der dritten Staffel von Blue Water High und als Scott Truman, dem roten Power Ranger, in Power Rangers R.P.M. Ungefähr zu dieser Zeit modelte er für das Jugendmagazin Dolly.
Internationale Bekanntheit erlangte Darville 2010 durch seine Rolle als Pietros in insgesamt sechs Episoden der Serie Spartacus. Im folgenden Jahr übernahm er in der zweiten Staffel der Jugendserie Elephant Princess die Rolle des Schlagzeugers Taylor, sowie in drei Episoden von Terra Nova die Rolle des Max Pope. 2011 stand er auch als Hendo für den Musikfilm The Sapphires vor der Kamera, der bei den Internationalen Filmfestspielen von Cannes 2012 Premiere hatte.
In The Originals spielte er in der ersten Staffel die Rolle des Vampir Diego, die er zuvor auch schon in dessen Backdoor-Pilot-Episode im Rahmen der Serie Vampire Diaries innehatte. In der Serie Marvel’s Jessica Jones übernahm er die Rolle des Malcolm Ducasse. 2017 spielte er ihn auch in der achtteiligen Mini-Serie Marvel’s The Defenders.

## Filmografie
- 2006: Answered by Fire
- 2008: East of Everything
- 2008: Blue Water High (Fernsehserie, 26 Episoden)
- 2009: Power Rangers R.P.M. (Fernsehserie, 32 Episoden)
- 2010: Spartacus (Fernsehserie, 6 Episoden)
- 2011: Elephant Princess (Fernsehserie, 26 Episoden)
- 2011: Terra Nova (Fernsehserie, 3 Episoden)
- 2011: Power Rangers Samurai (Fernsehserie, 2 Episoden)
- 2012: Shelter
- 2012: The Sapphires
- 2012: Mr. Pip
- 2012: Blink
- 2013: Vampire Diaries (The Vampire Diaries, Fernsehserie, Episode 4x20)
- 2013–2014: The Originals (Fernsehserie, 13 Episoden)
- 2015: Empire (Fernsehserie, 4 Episoden)
- 2015–2019: Marvel’s Jessica Jones (Fernsehserie, 35 Episoden)
- 2017: Bernard and Huey
- 2017: Marvel’s The Defenders (Mini-Fernsehserie, 4 Episoden)
- 2017: The Heath Ledger Scholarship (Mini-Fernsehserie)
- 2018: Just Kidding (Kurzfilm)
- 2018: Her Smell
- 2019–2020: Tell Me a Story (Fernsehserie, 10 Episoden)
- 2024: Planet der Affen: New Kingdom (Kingdom of the Planet of the Apes)